# فيروس الإنفلونزا أ H5N2
فيروس الإنفلونزا أ H5N2 هو نوع فرعي من أنواع فيروس إنفلونزا أ (فيروس إنفلونزا الطيور). يصيب النوع الفرعي مجموعة واسعة من الطيور، بما في ذلك الدجاج والبط والديك الرومي والصقور والنعام. عادة لا تظهر الطيور المصابة بالمرض، وغالبًا ما يكون المرض خفيفًا مع انتقال الأنواع الفرعية الفيروسية لإنفلونزا الطيور. بعض متغيرات النوع الفرعي هي أكثر إمراضًا بكثير من غيرها، وتفشي فيروس H5N2 «عالي المسار» يؤدي إلى إعدام آلاف الطيور في مزارع الدواجن من وقت لآخر. يبدو أن الأشخاص الذين يعملون مع الطيور يمكن أن يصابوا بالفيروس، لكنهم لا يعانون من أي آثار صحية ملحوظة. حتى الأشخاص الذين تعرضوا لصنف H5N2 الشديد الإمراض الذي قتل فراخ النعام في جنوب إفريقيا يبدو أنهم أصيبوا فقط بالتهاب الملتحمة، أو ربما مرض تنفسي خفيف. لا يوجد دليل على انتشار فيروس H5N2 بين البشر. في 12 نوفمبر 2005، أفيد أنه تم العثور على صقر مصاب بفيروس H5N2.

## اللقاح
في الصين، تم استخدام H5N2 المعطل بفعالية كقاح دواجن لـ H5N1.

## علم الأوبئة

### روسيا
في ديسمبر 2017، وتتخذ من باريس مقرا المنظمة العالمية للصحة الحيوانية (OIE) أعلنت وزارة الزراعة الروسية اكتشف H5N2 شديدة العدوى التي أدت إلى إعدام أكثر من 660,000 الطيور في كوستروما أوبلاست، المنطقة الفيدرالية المركزية. ذكرت مالكي أن الدجاج توقف التنفس وعلى أمشاط أصبح مزرق. تأثر المصنع بالفيروس مرتين على الأقل خلال العام. وجد التحقيق فيما بعد أن العلف لم يتم تطهيره حراريًا قبل التشتت وكان الماء منخفض الجودة.

### كوريا الجنوبية
في كوريا، تم تدمير البط في المزرعة منذ أن اكتشف مسؤولو الحجر الصحي سلالة H5N2 المنخفضة الإمراض من أنفلونزا الطيور في 1 ديسمبر 2004.

### اليابان
في اليابان، تم عزل فيروس H5N2 أو تم التعرف على جسم مضاد لـ H5 من الدجاج في 40 مزرعة دجاج في محافظة إيباراكي وفي مزرعة دجاج واحدة في محافظة سايتاما من يونيو حتى ديسمبر 2005. تم تسمية السلالة باسم A / chicken / Ibaraki / 1/2005 (H5N2). تم تدمير حوالي 5.7 مليون طائر في إيباراكي بعد تفشي فيروس H5N2.

### تايوان
في تايوان، تم تأكيد تفشي فيروس H5N2 في ديسمبر 2008.
في مارس 2012، أبلغت المنظمة العالمية لصحة الحيوان (OIE) عن أول حدوث موثق في تايوان لإنفلونزا الطيور عالية الإمراض H5N2. بدأ تفشي المرض في فبراير 2012.

### سيريلانكا
في سريلانكا، أكدت وزارة الصحة في كانون الثاني/ يناير 2012 تفشي فيروس H5N2 في بنيجيريا. تم تدمير حوالي 5000-6000 دجاجة، بعد التأكد من إصابة بعضهم بفيروس H5N2.

### جنوب أفريقيا
في عام 2006، أدى تفشي فيروس H5N2 في مزرعة واحدة في جنوب أفريقيا إلى تدمير جميع النعام الستين. كانت السلالة مماثلة لتلك التي تسببت في تفشي المرض في جنوب أفريقيا 2004/2005.
في عام 2012، دمرت سلالة من أنفلونزا الطيور الشديدة الإمراض صناعة النعام التجارية في جنوب أفريقيا حيث تم الإبلاغ عن إعدام 41.000 طائر بالفعل.

### الولايات المتحدة الأمريكية
اكتسب فيروس إنفلونزا الطيور منخفض الإمراض H5N2 في الدواجن فيما بعد ضراوة شديدة في الولايات المتحدة والمكسيك. تسببت سلالة شديدة الإمراض من فيروس H5N2 في تفشي الإنفلونزا مع انتشار كبير في العديد من المزارع، مما أدى إلى خسائر اقتصادية كبيرة في عام 1983 في بنسلفانيا، الولايات المتحدة الأمريكية في الدجاج والديك الرومي، في عام 1994 في المكسيك في الدجاج وتفشي طفيف في عام 1997 في إيطاليا في الدجاج.
في فبراير 2004، حدث تفشي في ولاية تكساس وتم إعدام القطيع المصاب دون أي انتقال آخر.
في عام 2007، تم العثور على سلالة منخفضة الإمراض من H5N2 في عينات تم جمعها من 25000 ديك رومي في ولاية فرجينيا الغربية في اختبار روتيني قبل ذبحهم. ولم تظهر الطيور أي علامات على المرض أو النفوق. تم اتخاذ تدابير لمنع الفيروس من التحور والانتشار.
في عام 2015، تم تحديد تفشي فيروس H5N2 في سلسلة من عمليات تربية الدجاج والديك الرومي في منطقة الغرب الأوسط من الولايات المتحدة. حتى 30 مايو، تم تدمير أكثر من 43 مليون طائر في 15 ولاية نتيجة لتفشي المرض، بما في ذلك ما يقرب من 30 مليون طائر في ولاية آيوا وحدها، أكبر منتج للبيض في البلاد.
في يناير 2017، أعلنت وزارة الزراعة الأمريكية أنه تم اكتشاف H5N2 على بطة في مقاطعة فيرغوس، مونتانا.

### كندا
في فبراير 2009 ، ضربت مزرعة تجارية تركية في أبوتسفورد، كولومبيا البريطانية (وادي فريزر) مع تفشي فيروس H5N2، وتم عزل 36 موقعًا كإجراء وقائي.
في يوليو 2016 ، كانت مزرعة البط «بالقرب من سانت كاثرينز ، أونتاريو» موقعًا لانتشار فيروس H5N2. وجهت CFIA المعالجة الحرارية البيولوجية للسماد في الأماكن المصابة للتأكد من تدمير خزان للفيروس.

### الكاريبي
في أواخر عام 2007 (21 ديسمبر)، تم اكتشاف تفشي فيروس H5N2 في جمهورية الدومينيكان. تم القضاء على 15 الديكة والدجاج 2 على الرغم من أنه ليس لديهم علامة مرئية للعدوى.
في أكتوبر 2017، أعلنت وزارة الزراعة الدومينيكية أنه تم اكتشاف فيروس H5N2 على عدة دجاجات في موكا، جمهورية الدومينيكان، في مقاطعة الشمالية من البلاد.
في شهري مايو ويونيو 2008، كانت هناك ثلاث فاشيات من أنفلونزا الطيور من سلالة H5N2 منخفضة الإمراض في الطيور في ثلاثة مواقع في الأجزاء الوسطى والشمالية والجنوبية من هايتي.

## H5N2 والبشر
قالت وزارة الصحة اليابانية في يناير 2006 إن عمال مزارع الدواجن في محافظة إيباراكي ربما تعرضوا للإصابة بفيروس H5N2 (الذي لم يكن يُعرف سابقًا إصابة البشر) في عام 2005. تم جمع البيانات من 257 عاملا في 35 مزرعة دجاج من قبل حكومة محافظة إيباراكي. تم تحديد أن عيار الجسم المضاد H5N2 بعد الفاشية كان أعلى بكثير من تلك التي تم جمعها قبل الفاشية.